# M/S Eleonora Mærsk
M/S Eleonora Mærsk är världens största containerfartyg (2007), ägt av A.P. Møller Mærsk Group, går i trafik för Maersk Line. Fartyget är byggt vid Odense Staalskibsværft. Fartygets lastkapacitet uppgår till 11000 TEU:s.